# Ragnarok (manhwa)
Ragnarök (Coreano: 라그나로크 Ragnarok, lit. "Ragnarök") o Ragnarok Into the Abyss es un manhwa creado por el surcoreano Lee Myung-Jin y publicado por Daiwon Culture Industry Inc. Actualmente se han publicado 10 tomos y en España se empezó a publicar en abril de 2006. Se le agregó el subtítulo de "Into the Abyss" para diferenciarlo de otras historiestas con el mismo nombre.
La serie se basa principalmente en la mitología nórdica , pero también fue influenciada por varias culturas. Se cae en los géneros de fantasía, acción y aventura
Tras el éxito del manhwa, se creó el popular MMORPG coreano "Ragnarok Online", desarrollado por Gravity Corporation, inspirado en varios elementos del manhwa sin llegar a ser una copia. A su vez, permitió una adaptación del juego en un anime Ragnarok The Animation, para finalmente dar paso a múltiples juegos de navegador y teléfono móvil con gran éxito mundial, siendo hoy en día Ragnarok Online Mobile: Eternal Love y Ragnarok Tactics, productos que generan grandes utilidades. Actualmente el manhwa se encuentra en receso indefinido debido a que Le Myung-Jin se puso a colaborar con el desarrollo del juego.
Los personajes son Chaos, Iris Irine, Fenris Fenrir, Lidia, Loki y la Valkiria Sarah Irine.

## Historia
Ragnarok sigue la vida y aventuras del guerrero Chaos, quien padece de amnesia y no logra recordar nada antes de 2 años. Vive en la ciudad de Payon, habitada por un largo linaje de guerreros. El último líder en línea para reclamar la posición de jefe de la aldea es una joven con el nombre de Iris Irine, quien entrena con su amigo íntimo Chaos para convertirse en un líder para su pueblo. 
Mientras tanto, Fenris Fenrir una poderosa bruja (Warlock) la reencarnación del dios lobo Fenrir busca la reencarnación de Balder, que ha reencarnado en un humano mortal, para provocar el Ragnarok, durante sus búsqueda conoce a Chaos e Iris, incorporándose a su grupo. 
Un recuerdo de antaño se acerca a Payon, la furia de la Valkyria Sarah, pero ¿Qué relación tiene con Iris?, ¿De dónde proviene se furia? 
Sakray, El caballero Maldito, un misterioso hombre con un poder aterrador y peligroso, se dirige a Payon a saciar la sed de sangre de su espada, formando enemistad con Chaos y su grupo, quién lo enfrenta en el tomo 9 del manhwa para liberar a Iris, a quién tenía raptada.
Finalmente, se incorporan al grupo Lidia, Loki y la elfa Reina (muy semejante a una hunter del juego). Se enfrentan a múltiples desafíos, terminando la historia deben enfrentarse contra el alcalde de Geffen y a una vieja conocida de Loki, quien los siguió hasta Geffenia para encontrar el tesoro que ahí se oculta; mientras que en el torneo de magia de Geffen Fenris Fenrir sigue luchando para lograr su cometido, mientras Chaos e Iris se enfrentan a Sakray.
El manhwa concluye en el capítulo 10 dejando inconclusa la historia, pero, que se complementa con los juegos Ragnarok Online y Ragnarok Online 2, que transcurren en el mismo mundo, pero en el futuro.

## Personajes Principales
- Chaos
- Iris Irine
- Fenris Fenrir
- Sarah Irine
- Sakray
- Loki
- Lidia
- Reina

## Otros Personajes
- Doyen y Peony Irine
- Mathew y los Guardias de Payon
- Himmelmez
- Bijou
- Geirrod
- Huginn y Muninn, los observadores
- Las Asgard Rangers
- El Gremio de Asesinos
- Surt
- Arkana
- Valkyria Zenobia Sadi Freili, elfa obscura y hechicera mortal
- Capita Ferlock

## Instancias "Hero's Trail"
Fueron agregadas al juego Ragnarok Online en la actualización del episodio 15.1 un grupo de instancias llamadas "Hero's Trail" para jugar solo o en grupo, permitiendo viajar en el tiempo y espacio para luchar junto y contra personajes icónicos del Manhwa.
Hero's Trail parte 1: consiste en las instancia "Faceworm's Nest" y "Sarahs Memories".
"Faceworm Nest" muestra una de las primeras aventuras de Chaos e Iris en Payon, cazando a las criaturas extintas conocidas como "Faceworm" o "Faces Mask" en la traducción inglesa del manhwa, estas criaturas son serpientes gigantes que en la cabeza poseen una mandíbula parecida a la cara de una persona anciana, parecido a una máscara, con la boca cerrada parecen criaturas indefensas, pero tras abrir la boca se desplaza la mandíbula y la máscara dejando ver los terribles colmillos. Al comienzo del manhwa Chaos e Iris están cazando Faceworms para cobrar la recompensa de 5000 Zeny. Tras exterminar algunas normales, súbitamente aparece la reina Faceworm dispuesta a aniquilar a los asesinos de sus hijos.
"Sarahs Memories", cuenta el pasado de Sarah Irene, su Padre, la muerte de la Madre de Sarah, el sacuestro por parte de Huginn y Muninn los cuervos de Odin que vigilaban el mundo en la mitología nórdica. Esta instancia explica el dolor de Sarah e introduce el motivo de su venganza y la destrucción del pueblo de Payon.
Hero's Trail parte 2: se trata de 3 instancias. "Ghost Palace", "Geffen Magic Tournament" y "Devil's Tower".
"Ghost Palace", narra el pasado y origen trágico del Caballero Maldito Sakray, quien era un Guardia Real guardaespaldas de la Princesa Tiara (o Titania) de quien estaba profundamente enamorado. La princesa había sido prometida en matrimonio a un Príncipe y Sakray debía protegerla para que se concretara dicho matrimonio, pero súbitamente los monstruos atacan al castillo, tras lo cual el avatar junto a Sakray eliminan a los monstruos y salvar a la princesa de ser atacada, pero Sakray es acusado de ser el responsable por lo que es enviado a prisión injustamente, allí una voz le habla, se trata del espíritu maligno "Thanatos", quien le ofrece un trato para liberarlo, este acepta y se dirige a ver al rey, tras lo cual encuentra su cadáver y descubre que el Príncipe es el responsable, mas no era un príncipe. Sacray le derrota y va en busca de la princesa en la prisión, pero ya es tarde ella está muriendo. Tras su muerte Sakray termina con todos los monstruos, y la espada Thanatos le pide cumplir con su parte del trato, le transmite sus poderes, transforma a Sakray en el Caballero Maldito que debe saciar la sed de sangre de la espada.
"Geffen Magic Tournament", narra las aventuras del grupo de héroes en la capital de la magia Geffen, donde anuelmente se lleva a cabo el torneo de magia organizado por el alcalde de Geffen, donde los mejores magos del mundo van a competir por el título de campeón, pudiendo encontrar bandidos, ninjas, cruzados, monjes, sabios, magos, hechiceros, alquimistas entre otros personajes que ansían el título, lo que no se esperaba ninguno de ellos era la presencia de Fenrir que conocía las magias del tiempo de los dioses, siendo la gran campeona del torneo, pero ¿Podrá el avatar vencer a Fenrir y su magia arcana?
"Devil's Tower", cuenta la segunda invasión de Satán Morroc, el Gigante Demonio Surt que fue sellado luego de la Guerra de los Mil años entre los Dioses y los Jotun o Gigantes del Muspelheim que desolaron al Rune-Midgars, 400 años después los poderes de Morroc lograron  ser frenados por el misterioso caballero Thanatos que dio su vida para sellar a Morroc en medio del Desierto de Sograt. El segundo intento fue hace 600 años de la actualidad, se han perdido el último año muchos niños investigación que realiza Loki y un grupo de asesinos, debido al actuar de un grupo de individuos que intentan resucitar a Satan Morroc, se han enviado varios grupos a investigar del gremio de los asesinos y la Orden de los Caballeros, Julianna Lucille una asesina del grupo de respaldo y amiga de Loki investiga la torre con los caballeros y resultan heridos, por lo cual el avatar ayuda a los herido, para posteriormente ingresar a la torre a acabar con los demonios. Se revela que parte del cuerpo de Julianna no es orgánico y ella lo refiere como "un regalo de los dioses", y ayuda a mantener el escudo mágico que Thanatos usó para sellar a Surt en la cúspide de la torre, pero el sello se rompe son teletransportados al Desierto de Sograt. EL avatar es transportado al castillo de Morroc, donde se encuentra con Loki, quien descubrió que los niños eran secuestrados y entregados como sacrificio en las noches para resucitar a Morroc, el Señor del Castillo de Morroc revela que es un sirviente de Surt y se enfrentan a Loki y su grupo de asesinos impidiendo la resurrección de Morroc.
Hero's Trail parte 3, consiste en 2 instancias "Sarah and Fenrir" y "Airship Assault".
"Sarah y Fenrir" muestra la búsqueda de Fenrir por la espada de Balder, en Glast Heim, un reino desolado debido a la acción de una Valkyria necromante de Freya Hilmelmmez, ante lo cual encuentra Gigantes que protegen el lugar, cuando cree encontrar la espada es atacada por Sarah Irine y más gigantes.
"Airship Assault", cuenta como el grupo luego de lo acontecido en Prontera, se dirige a Juno en busca de fragmentos del Corazón de Ymir viajando por aerobarco, pero son sorpresivamente atacados por las servidoras de Himmelmez, gremlins, dragones, beholders y wivernos. Paralelamente el capitán Ferlock al ver que su nave está infestada de criaturas comienza a dispararle, sin medir las posibles consecuencias de estos actos. Significando la caída del aerobarco en las cercanías de Geffen

## Banquet For Heroes
En la actualización 16.1 de Ragnarok Online, tras la victoria por poner fin a los planes de Satan Morroc tras lograr liberarse destruyendo la ciudad de Morroc, eliminándolo completamente en el nuevo mundo tras transformarse con aspecto de niño humano y luego de adulto. Se celebra un banquete por todas las naciones, donde se revelan el pasado de Prontera y el episodio de su destrucción por la invasión de Himmelmez y los no muertos, teniendo 2 instancias, "Sky Fortress" y "Room of Consciousness".
"Sky Fortress" muestra la invasión de los muertos vivientes de Niflheim a Prontera, debido a que aterrizó una fortaleza flotante "Dark Whisper" o "Sky Fortress" en el juego, de donde descendieron muertos vivientes que atacaron todo a su paso, en el manhwa el grupo de héroes se enfrenta contra estos muertos vivientes intentando defender el castillo de Prontera donde se hallaba un fragmento del Corazón de Ymir, pero la tarea fue muy difícil debido a que al morir los soldados de Prontera se convertian en zombis, objetivo de las Valkyrias de la Diosa Freya, Himmelmez y Sarah, en esta instancia el objetivo es perseguir al golem no muerto de Himmelmez Jack Stephen Ernest Wolf o Stefan J. E. Wolf y derrotarlo, mostrando de cierta manera lo que ocurría fuera del castillo. Stefan J. E. Wolf no existe en el manhwa, pero la mascota de Bijou Geirrod eiene aspectos parecidos.
"Rooms of Consciousness", muestra el ingreso de Fenrir e Iris al cuarto donde se guardaba el fragmento del Corazón de Ymir, se enfrentan a unos muertos vivientes, y posteriormente a la bruja malvada Bijou que posee una mano deforme e invoca a Amdarai, son derrotados por Fenrir e Iris, y en su último aliento Bijou trata de acabar con las heroínas, pero aparece Sarah Irine que acaba con la vida de Bijou y roba el fragmento del Corazón de Ymir y se lo lleva. En el manhwa el papel de Amdarais lo hace el troll Geirrod mascota de Bijou. Si bien Amdarais no aparece como tal en el manhwa la silueta de Ymir es muy parecida a la silueta de Amdarais que tiene 6 ojos, mientras que Ymir tiene 4. Por su parte Geirrod tiene 3 cabezas y un cuerpo enorme y musculoso.